# Fort Laramie
Fort Laramie ist ein ehemaliger Handelsposten und späteres Armeefort am Zusammenfluss des Laramie River und des North Platte River im Südosten des US-Bundesstaates Wyoming nahe der Stadt Fort Laramie. Der Name geht dabei auf einen französischen Trapper mit dem Namen Jacques La Ramee zurück.

## Geschichte
Fort Laramie wurde im Jahr 1834 von William Sublette und Robert Campbell als privater Pelzhandelsposten gegründet. Der damalige offizielle Name ist mit Fort Williams und später auch Fort John überliefert. Die Größe des Fort ist mit 80 Fuß mal 100 Fuß überliefert. Als äußere Befestigung dienten vor Ort geschlagene Pappeln, die zu einer Palisadenwand verbunden wurden.

### Pelzhandel
Im Jahre 1836 wurde Fort William von der „American Fur Company“, einer amerikanischen Pelzgesellschaft aufgekauft. In dieser Zeit etablierte sich das Fort als eines der Haupthandelsplätze für Pelze in den Rockys. Hier trafen sich Pelzhändler und Indianer zum Warentausch. So kamen hier unter anderem Mitglieder der Völker der Lakota, Cheyenne und der Arapaho, um ihre Felle gegen Tabak, Whisky aber auch einfache Haushaltsgegenstände zu tauschen.
Ab dem Jahr 1841 ging der Handel mit Pelzen und Fellen spürbar zurück. Fort William wurde in Fort John umbenannt. Fort John wurde nun einer der wichtigsten Stützpunkte der Siedler, die mit ihren Planwagen auf dem Oregon Trail in Richtung Westen unterwegs waren. Ab 1847 folgten ihnen Angehörige der Kirche Jesu Christi der Heiligen der Letzten Tage (Mormonen), auf dem Weg in ihren eigenen Staat Deseret und ihre Stadt Salt Lake City. Mit dem Kalifornischen Goldrausch ab 1849 nahmen Goldsucher und später Siedler auf dem Weg nach Kalifornien den größten Anteil ein.

### Armeefort

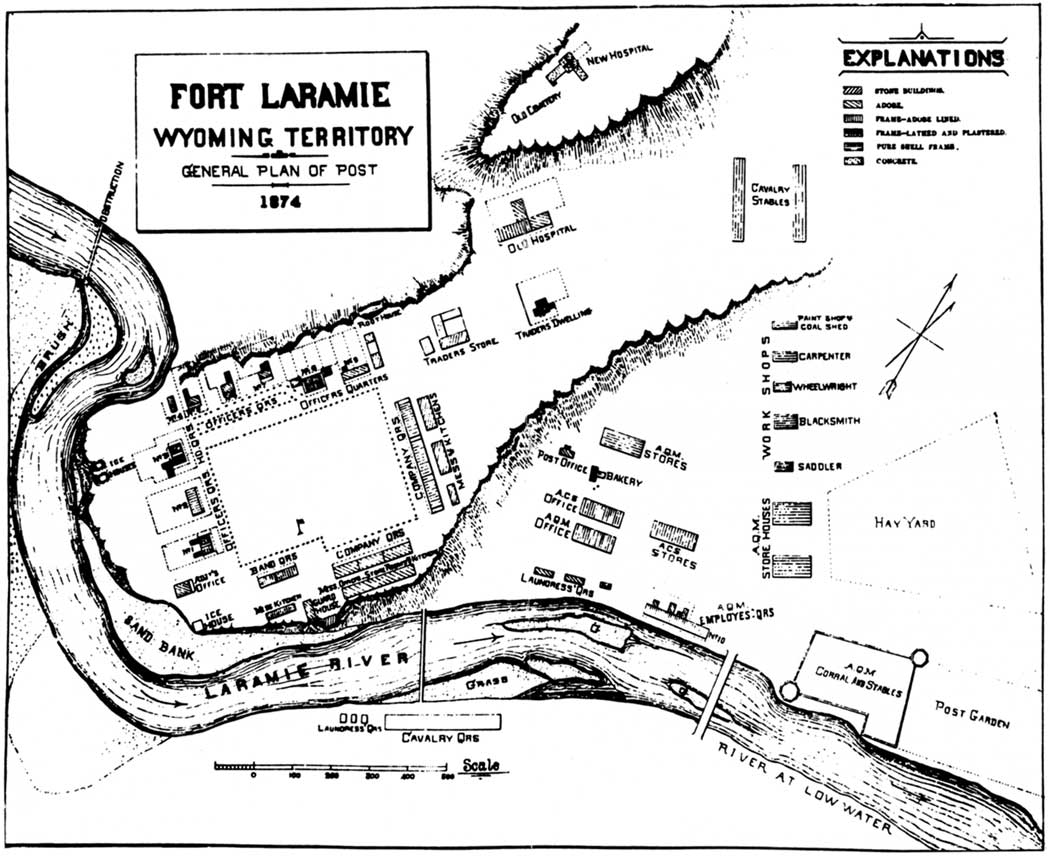
Plan Fort Laramie 1874

Am 26. Juni 1849 wurde Fort John von der amerikanischen Regierung für 4000 US-Dollar erworben und als Posten der United States Army umgewandelt. Fort John wurde in Fort Laramie umbenannt. Hauptaufgabe des Armeeposten war es nun, Immigranten und Siedler, die hier auf dem Oregon Trail oder California Trail unterwegs waren, vor Übergriffen der Indianer zu schützen. Fort Laramie wurde erheblich erweitert, es entstanden mehrere große Gebäude, die rund um einen großen Appellplatz angeordnet wurden.
Das Fort entwickelte sich jetzt nicht nur als sicherer Hafen für Siedler auf ihrem Weg nach Westen, sondern auch als Stützpunkt, auf dem wichtige Verträge mit den nahe siedelnden Indianerstämmen abgeschlossen wurden.
- Zu den wichtigsten zählen dabei der 1851 abgeschlossene Horse-Creek-Vertrag, bei dem die US-Regierung den Lakota ihr Territorium ohne Landabtretungen bestätigte und sich zu jährlichen Zahlungen verpflichtete und im Gegenzug auf Indianerterritorium Straßen und Militärposten für den Schutz der Neusiedler errichten durften. Beim Durchzug von immer mehr Siedlern auf den Trails kam es nun aber auch immer wieder zu kleineren Scharmützeln mit den Indianern, was sich im Jahr 1854 zu einem militärischen Konflikt ausweitete.

- Am 6. November 1868 wurde der zweite Vertrag von Fort Laramie abgeschlossen, in dem den Lakota das gesamte Gebiet des heutigen US-Bundesstaates South Dakota westlich des Missouri, einschließlich der Black Hills (von der Nordgrenze in Nebraska bis zum 46. Breitengrad und vom Missouri im Osten bis zum 104. Meridian im Westen) als Indianerland zur uneingeschränkten und unbehelligten Nutzung und Besiedlung garantiert wurde. Dieser Vertrag hielt aber nicht einmal sechs Jahre, denn 1874 wurde bei einer Expedition in den Black Hills Gold gefunden. Wieder kam es zu Konflikten zwischen amerikanischen Truppen und Indianern, die in der Schlacht am Little Bighorn gipfelten. Alle 1868 vertraglich festgelegten Details und Garantien waren nichts mehr wert.

## Verkauf und Verfall

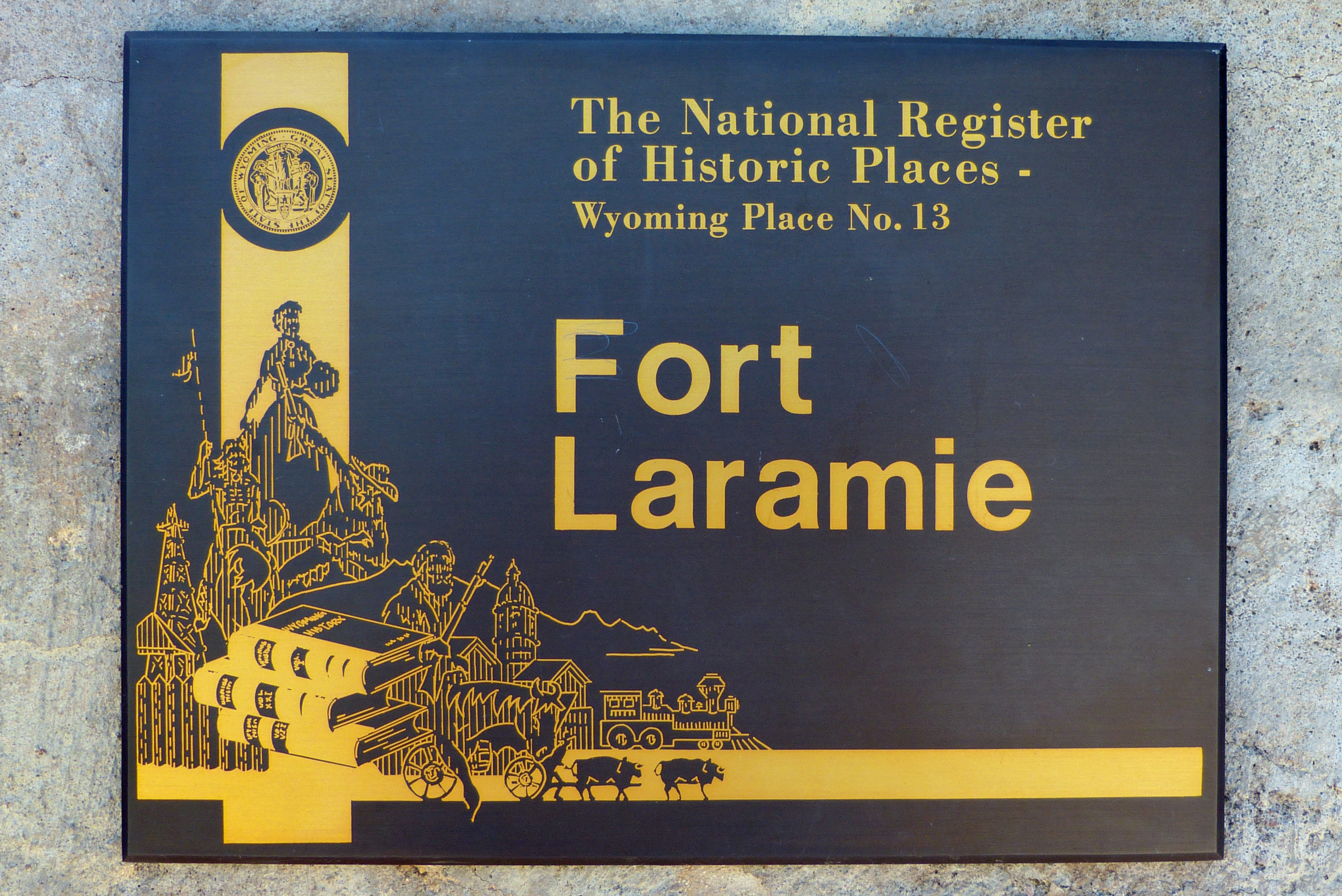
NHS Fort Laramie

Mit der Eröffnung der transkontinentalen Eisenbahn 1869 endeten die großen Siedlerzüge, Fort Laramie hatte seinen eigentlichen Zweck verloren. Ende der 1870er Jahre ließen sich immer mehr Siedler, Viehzüchter und Bauern in der Gegend um Fort Laramie nieder, im Umfeld des Forts entstand die gleichnamige Siedlung Fort Laramie.
Fort Laramie verlor immer mehr an militärischer Bedeutung und wurde ab 1889 mit der Verlegung der vier dort stationierten Infanteriekompanien nach Fort Logan in der Nähe von Denver (Colorado) aufgegeben. Im März 1890 wurde durch die US-Armee sämtliches nützliche und verwertbare Material aus Fort Laramie entfernt, um es weiterer Nutzung zuzuführen. Die letzten Truppen verließen Fort Laramie am 20. April 1890.
Im Jahr 1890 wurde dann der gesamte Komplex an Privatpersonen versteigert. Viele der Gebäude wurden abgerissen und der gesamte militärische Komplex von Siedlern übernommen.

## Nachnutzung
Es sollte nun weitere 47 Jahre vergehen bis Fort Laramie wieder in den Mittelpunkt des Interesses rückte. Im Jahr 1937 kaufte der Staat Wyoming Fort Laramie mit einer Gesamtfläche von 214 Hektar. Im Jahr 1938 erklärte Präsident Franklin D. Roosevelt Fort Laramie offiziell zur Gedenkstätte vom Typ einer National Historic Site.
Heute gehört Fort Laramie zum 1916 gegründeten National Park Service der Vereinigten Staaten. Viele Gebäude wurden wieder hergestellt, aufwendig rekonstruiert und bis ins Detail mit Gegenständen aus der damaligen Zeit ausgestattet.
Dazu gehören (Rundgang vom Besucherzentrum beginnend):
- Lebensmittelgeschäft (1884): Während der militärischen Nutzung wurde es zur Lebensmittelausgabe genutzt, bei der anschließenden privaten Nutzung diente es als Kühlraum und teilweise als Scheune. Heute wird das vollständig wiederhergestellte Gebäude als Besucherzentrum genutzt.

- Alte Bäckerei (1876)

- Neue Bäckerei (1883): In den Ziegelsteinöfen wurden pro Tag etwa siebenhundert Brote zu je 750 Gramm gebacken.

- Fundamente der Infanterie-Baracken (1867): Hier stand ein einstöckiges Holzrahmen-Gebäude, welches Platz für drei Kompanien bot. Zusätzlich gab es für jede Kompanie eine Küche und einen Speisesaal.

- Neues Gefängnis (1876): Es bot Platz für vierzig Häftlinge und wurde auf Grund der katastrophalen hygienischen Bedingungen des chronisch überbelegten alten Gefängnisses erbaut. Auch die Bedingungen für das Wachpersonal verbesserten sich erheblich.

- Ruine der allgemeinen Toiletten (1886): Um die Ausbreitung von Krankheiten zu verhindern, wurden frühzeitig auch für die Mannschaftsdienstgrade Toilettenanlagen errichtet, die ihre Abwässer direkt in den nahen Laramie River leiteten.

- Infanterie-Baracken für zwei Kompanien (1866): Hier sind nur noch die südöstlichen Grundmauern erhalten geblieben. Küchen und Speisesaal für jede Kompanie befanden sich hinter diesen Baracken.

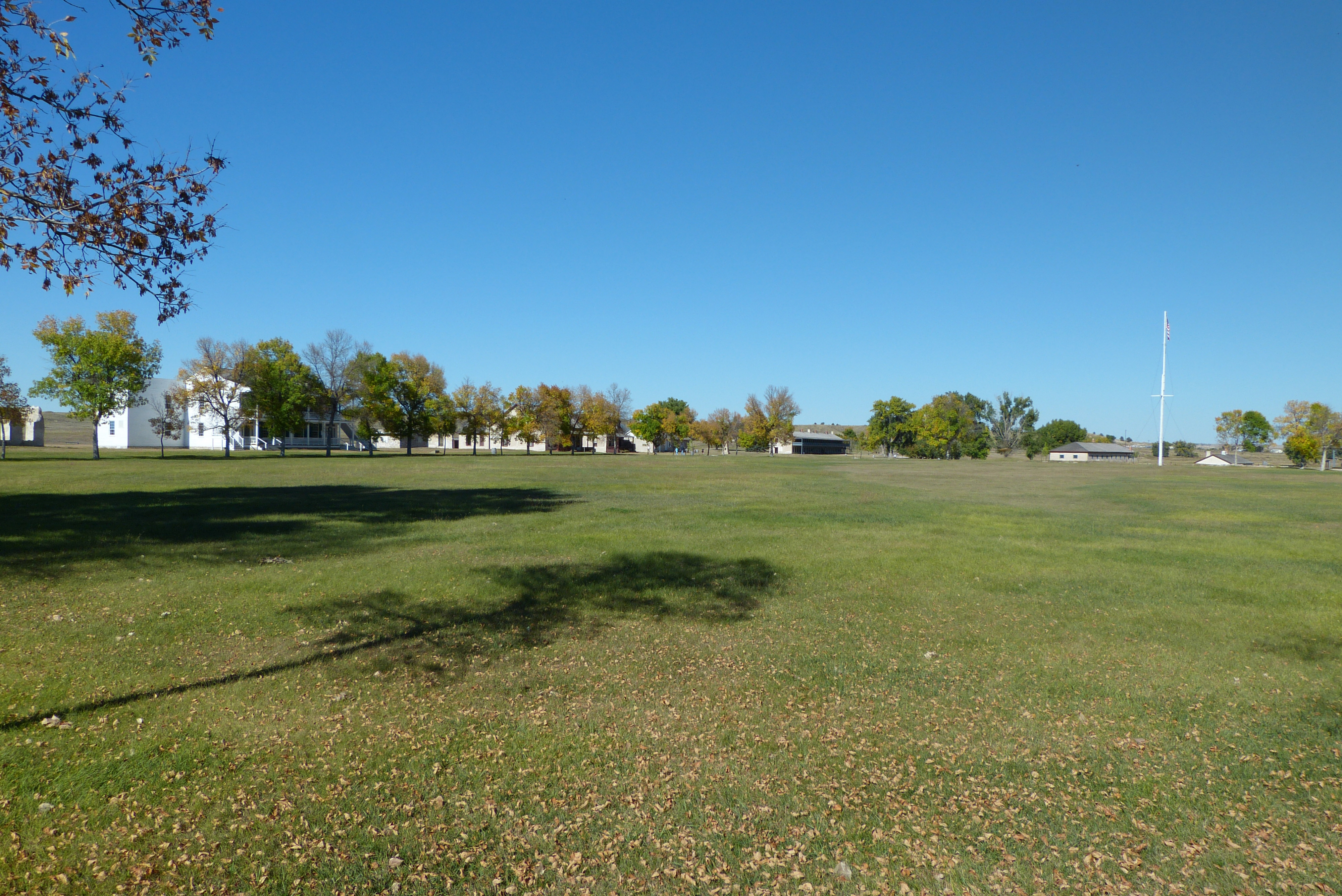
Apellplatz im Fort Laramie

- Altes Gefängnis (1866): Es bot Platz für zwanzig Häftlinge, war jedoch ständig überbelegt. Es gab im Erdgeschoss nur einen großen Raum für alle Gefangenen und zusätzlich zwei Isolationszellen. Im ersten Stock befanden sich die Wohnungen der Wärter und deren Vorgesetzten.

- Ruinen des Verwaltungsgebäudes (1885): Es handelte sich hier um ein massiv aus Ziegeln errichtetes Gebäude. In ihm befand sich sowohl das Gericht als auch eine Bücherei von Fort Laramie. Der hintere Teil des Gebäudes wurde außerdem als Theater, aber auch für kirchliche Veranstaltungen genutzt. Auch wurden hier die Kinder der Offiziere und Soldaten unterrichtet.

- Capitains Wohnung (1870): Ursprünglich für den kommandierenden Offizier von Fort Laramie zur Alleinnutzung geplantes Gebäude, wurde im Jahr 1872 in zwei Wohnungen für höhere Offiziersdienstgrade geteilt.

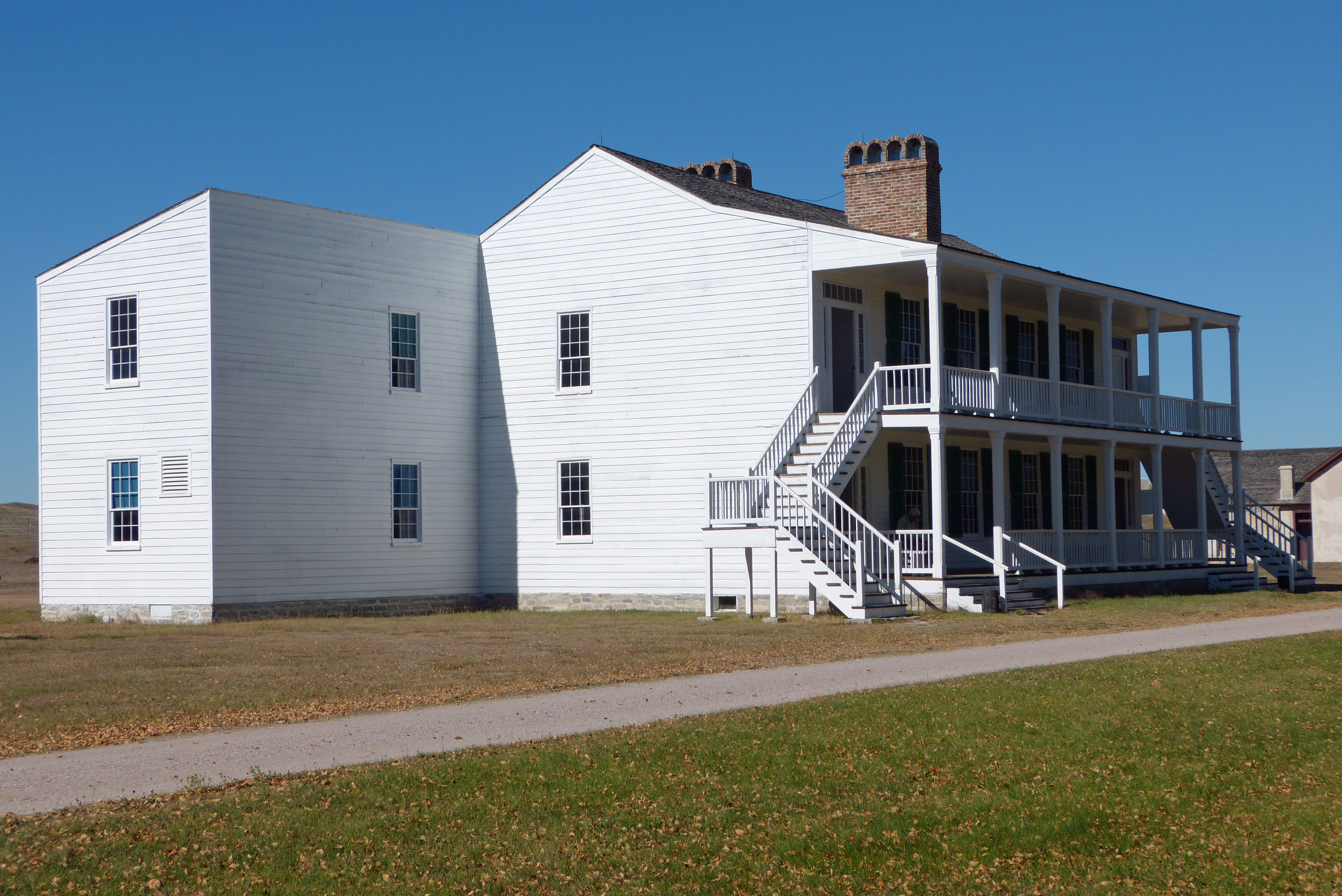
Old Bedlam-Haus

- Apellplatz (1841–62): Ehemaliger Standort vom ursprünglichen Fort John (an der Südseite des Paradeplatzes). Es bestand aus Häusern, die aus Lehmziegeln und Holzbalken errichtet worden waren. Die Art der Bebauung und auch die Möglichkeiten zum Schutz des damaligen Fort waren so schlecht strukturiert, dass die gesamten Anlagen bis zum Jahr 1858 aufgegeben und 1862 komplett zurückgebaut wurden.

- Ruinen der Offiziers-Wohnungen (1881): Es handelte sich hier um ein großes aus Lehm und Zement errichtetes Gebäude, zwei Doppelhäuser und das Haus des Kommandanten. Diese Erweiterung war notwendig geworden, da die 1855 errichteten Gebäude nicht mehr ausreichten.

- Old Bedlam (Altes Chaos) (1849): Das Old Bedlam war eine Art Ledigenheim für Offiziere. Es ist heute das älteste Militärgebäude in ganz Wyoming. Der Name Altes Chaos hat seinen Ursprung darin, dass die jungen Offiziere in dem Gebäude die meisten und größten Feste, mit den entsprechenden Auswirkungen feierten.

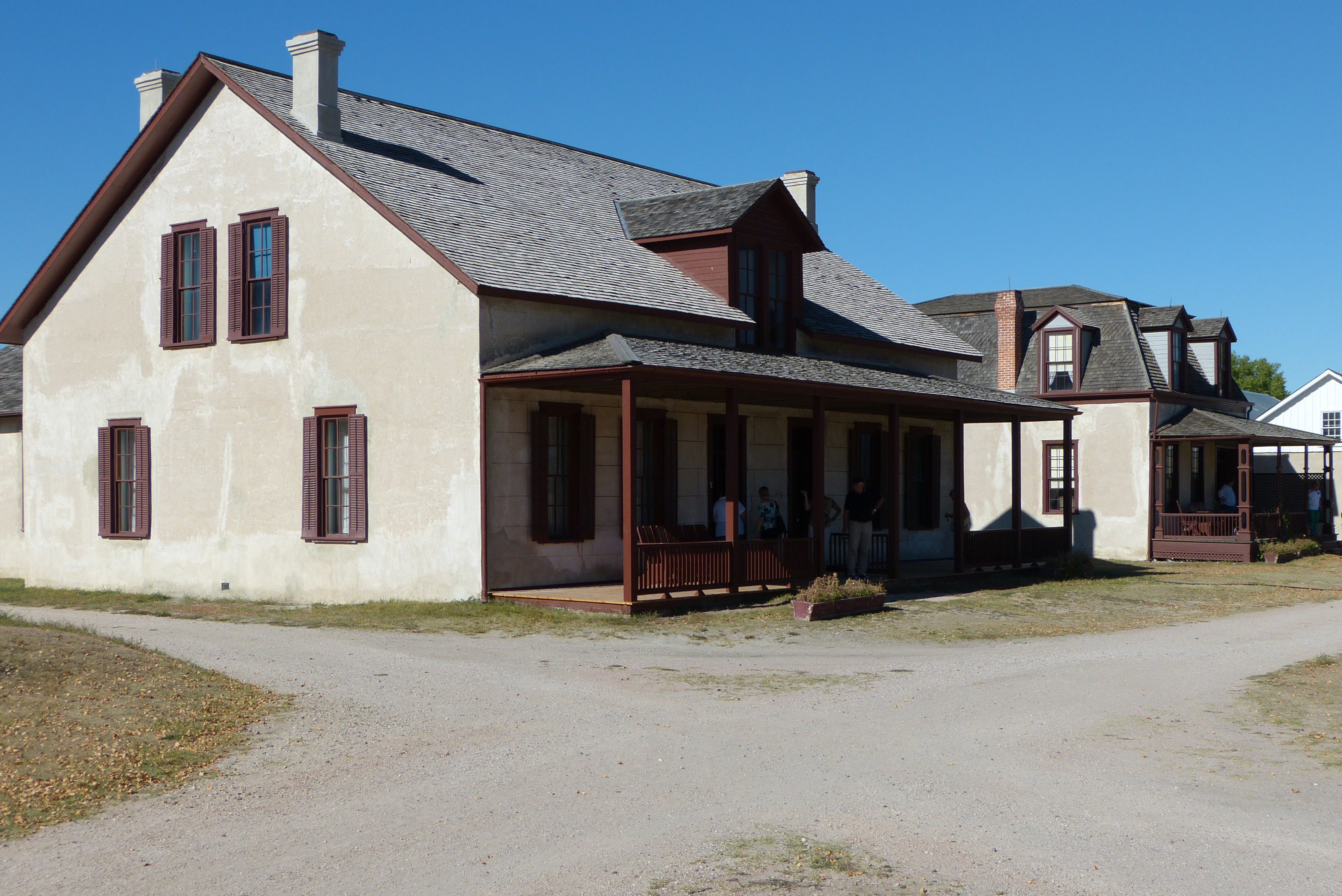
Offiziershäuser

Heute ist die rechte Hälfte des Gebäudes so eingerichtet, wie es bei ledigen Offizieren um 1850 typisch war. Die linke Seite ist ebenfalls komplett restauriert und so eingerichtet, wie es unter dem damaligen Kommandeur Lt. Col. William O. Collins in der Zeit von 1863 bis 1864 üblich war. Seine Frau wohnte damals im zweiten Stock des Gebäudes und auch diese Räume sind komplett so eingerichtet wie in der damaligen Zeit.
Dieses Gebäude war das offizielle Zentrum für gesellige Veranstaltungen.
- Ruinen der Offiziers-Gebäude (1862): Dieses Gebäude war vor der Nutzung als Offiziersunterkunft errichtet worden, um darin Waffen, Munition und sonstige Vorräte zu lagern. Es bestand aus einer Mischung von Lehm, Holz und Zement.

- Magazin (1850): Dieses Gebäude wurde umfassend restauriert und hat heute wieder den Zustand der Jahre von 1850 und 1862. Hier wurden sämtliche Waffen, Munition und Schießpulver aufbewahrt.

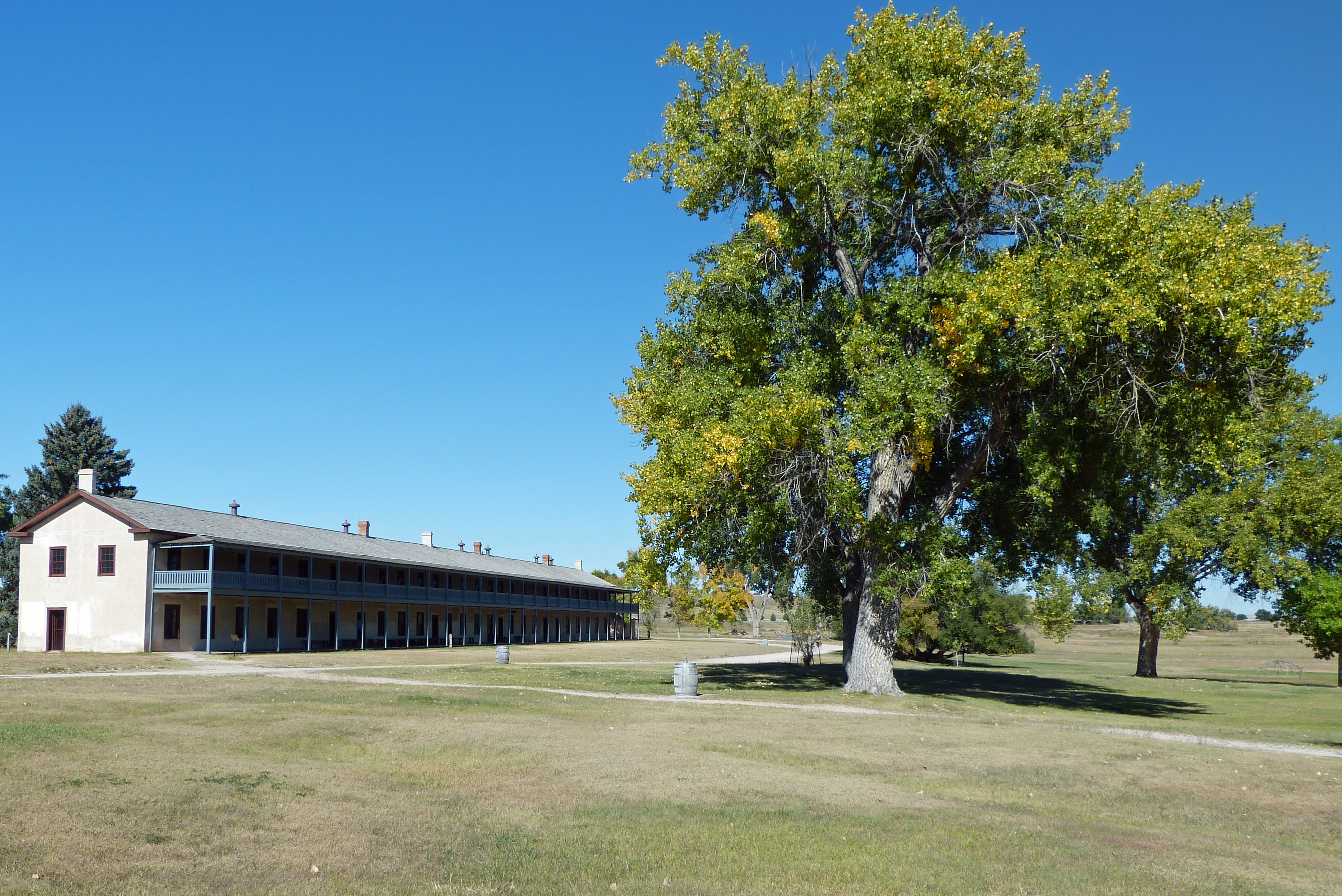
Kavallerie-Baracken

- Krankenstation (1875): Ein Zweifamilienhaus, von dem die südliche Hälfte renoviert und so eingerichtet wurde wie um das Jahr 1880. Bewohnt wurde es vom Arzt des Fort und seiner Familie. Zu seinen Aufgaben zählte neben der Behandlung von Patienten auch die Aufzeichnung von Wetterdaten. Ebenfalls war er kultureller Leiter dieser Gegend.

- Post-Handelsgeschäft und Nebengebäude (1849): Dieses Gebäude wurde ursprünglich durch einen Zivilisten erbaut und mit Genehmigung des Militärs auch bewirtschaftet. Es war über vierzig Jahre eines der lukrativsten Handelsgeschäfte. Hier wurden Werkzeuge, Lebensmittel aber auch Whisky mit Soldaten, Indianern, Goldsuchern und Immigranten gehandelt. Heute ist es renoviert in dem Zustand von 1876. Der Nordteil des Gebäudes wurde 1852 aus Stein angebaut und wurde während des Posthandels als Wohnung für den Geschäftsleiter genutzt. Ab 1883 wurde dieser Teil aber dann auch als Trinkstube für Soldaten und Zivilisten genutzt.

- Post-Handelsgeschäft – Beamtenhaus (1886): Wurde erbaut während der Ward-Bullock-Partnerschaft. William G. Bullock bewohnte dieses Haus für einige Zeit.

- Kavallerie-Baracken (1874): Diese Kavallerie-Baracken waren die größten Gebäude und sind jetzt die ältesten noch erhaltenen Gebäude im Fort Laramie. Dieses Gebäude wurde während der großen Indianerkonflikte errichtet, um mehr Soldaten im Fort unterbringen zu können. Die Truppen waren dabei in zwei großen Schlafsälen im zweiten Stock untergebracht. Nachdem die Armee das Gebäude 1890 versteigert hatte, war es für Wohnungen, Geschäfte und ein Lokal mit Tanzsaal umgebaut worden. Heute ist es wieder in seinem ursprünglichen Zustand komplett ausgestattet.

- Ruine des Krankenhauses (1873): Das Gebäude des Krankenhauses wurde ursprünglich errichtet auf den Resten eines alten Friedhofs von 1868. Das Krankenhaus war ausgestattet mit zwölf Krankenbetten. Im Gebäude befand sich ein Sprechzimmer, Küche, Essraum, Isolierzimmer und ein Arztzimmer. Es gab jedoch keinen OP und auch kein Labor.